# Besi
Besi (rusko Бесы) je roman Fjodora Mihajloviča Dostojevskega, ki je prvič izšel leta 1872. Zgodba je prikaz življenja v Ruskem imperiju konec 19. stoletja ob vzponu revolucionarnih gibanj. V njej Dostojevski kritizira tako levičarske idealiste, katerih ideologija je po njegovem mnenju demonska, kot tudi nesposobnost konservativnih oblasti pri soočanju z revolucionarnimi idejami.